# Ochyrocera viridissima
Ochyrocera viridissima là một loài nhện trong họ Ochyroceratidae. Loài này phân bố ở Brasil.